# Szew międzyszczękowy
Szew międzyszczękowy (łac. sutura intermaxillaris) – szew czaszki łączący brzegi przyśrodkowe obu szczęk.
U człowieka przebiega na przedniej ścianie trzewioczaszki w linii pośrodkowej, łącząc wyrostki zębodołowe szczęk.
U ssaków, u których nie dochodzi do zrośnięcia się szczęki z kością międzyszczękową (siekaczową), odpowiednikiem szwu międzyszczękowego jest szew międzysiekaczowy (sutura interincisiva), łączący w linii pośrodkowej obie kości międzyszczękowe. Jest on szwem piłowatym lub harmonicznym. Zarasta (kostnieje) u konia domowego między 4 a 5 rokiem życia. Nie u wszystkich ssaków jednak kości te się łączą, u części w tym miejscu znajduje się szczelina międzysiekaczowa (fissura interincisiva).